# Ovariële follikel

Groei en regressie van de follikels bij de mens
1-Menstruatie; 2-Rijpende follikel; 3-Rijpe follikel; 4-Ovulatie of eisprong; 5-Gele lichaam of Corpus luteum; 6-Degeneratie van het corpus luteum

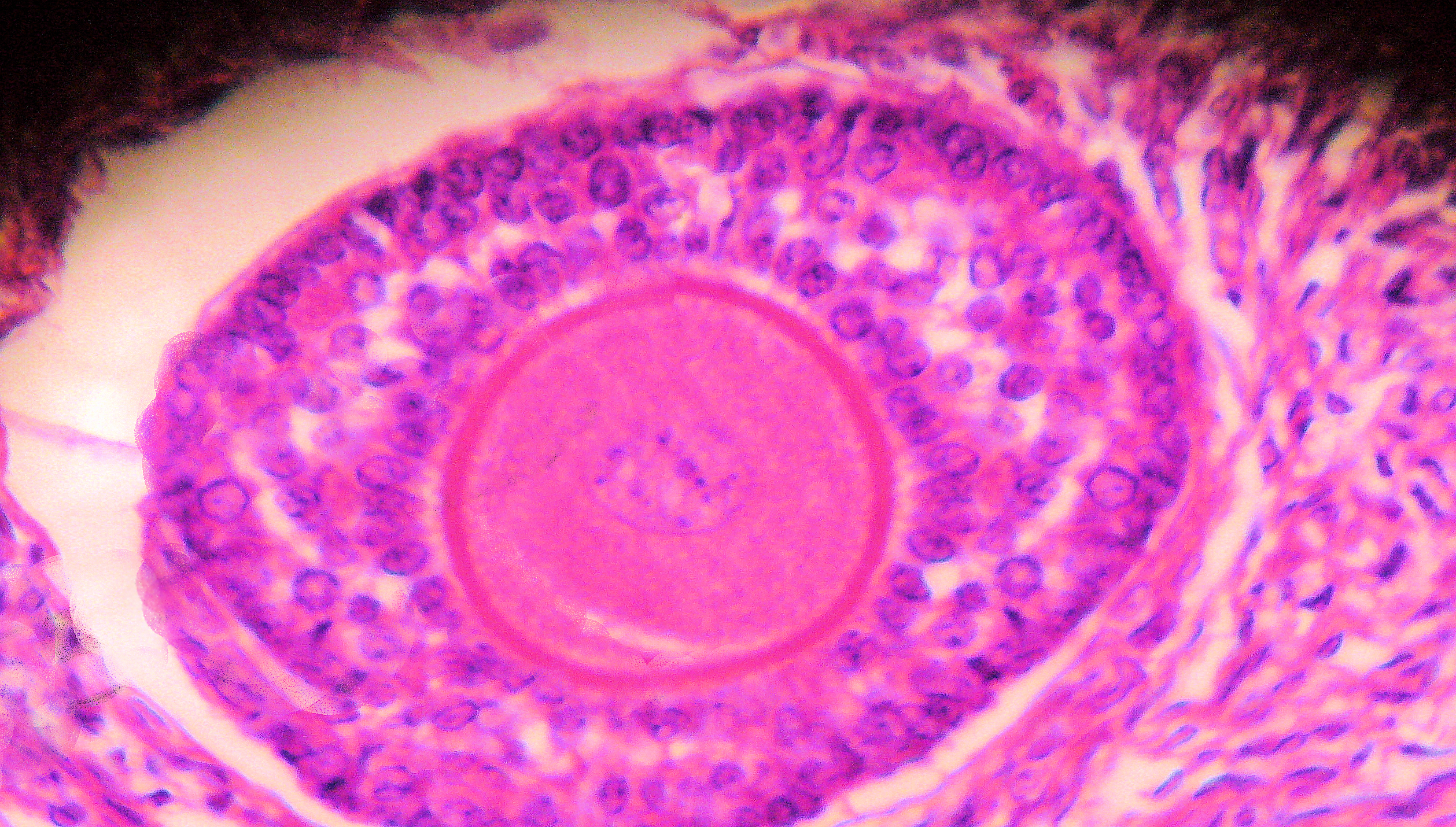
Een menselijke primair follikel. De ronde oöcyt die in het midden rood gekleurd is, is omgeven door een laag granulosacellen, die worden omhuld door het basaal membraan en thecacellen. De vergroting bedraagt ongeveer 1000 keer. (H&E-kleuring)

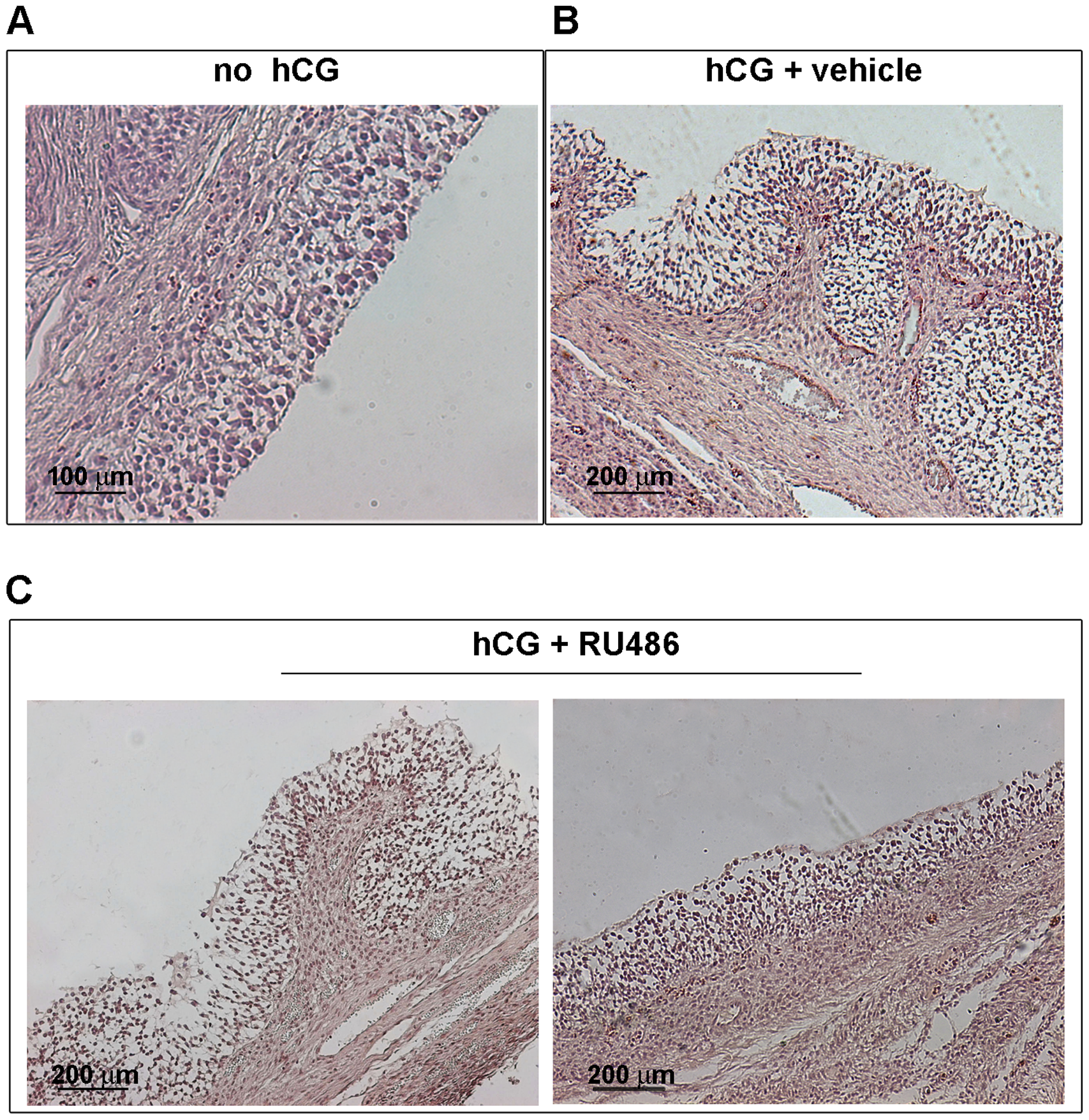
A) Pre-ovulatoire follikels (geen hCG); B) hCG+vehiculum-peri-ovulatoire follikels; C) hCG+RU486 peri-ovulatoire follikels: linkerafbeelding, een voorbeeld van een follikel geïsoleerd na RU486-behandeling die typische peri-ovulatoire structuren vertoonde; afbeelding rechts, een voorbeeld van een follikel geïsoleerd na behandeling met RU486 en die een pre-ovulatoire morfologie vertoonde.

De ovariële follikel, ook wel graaffollikel of eiblaasje, is het geheel van de eicel en de omringende cellagen, die de eicel van voeding voorzien. Na de ovulatie is dit het gele lichaam (corpus luteum), dat nog een belangrijke rol speelt bij de hormoonproductie die uiteindelijk de innesteling van het embryo in het baarmoederslijmvlies mogelijk maakt.

## Vitellogenese
Het groeien van de eicel en daarmee het oprekken van de omringende cellaag onder invloed van oestrogeen is de vitellogenese (dooiervorming). De cellen van de follikel nemen vetdruppels op uit het bloed en transporteren die naar de eicel. Zonder hulp van buitenaf zou één cel nooit zo snel kunnen groeien en zo groot kunnen worden. Bij mensen valt de grootte nog mee, maar de dooier van een kippenei bestaat ook maar uit één cel. Bij vissen gaat een groot gedeelte van het vet uit de lever en de spieren in de groeiende eicellen zitten. De smaak van het visvlees is dan veel minder uitgesproken en de vis is dan kuitziek.

## Ovulatie
Wat opvallend is bij de eisprong is dat de eicel eigenlijk vrij in de buikholte belandt, de uiteinden van de eileiders vangen de eicel in zoals een zeeanemoon zijn voedsel naar binnen transporteert. Over het algemeen vindt in een van de eileiders de bevruchting plaats.

## Gele lichaam en menstruatie
Het gele lichaam zorgt voor de productie van progesteron. Zoals de naam progesteron al suggereert, onderhoudt dit hormoon de zwangerschap (progestatie). Als de eicel bevrucht is, gaat het ontstane embryo hCG (choriongonadotropine) produceren, waardoor het gele lichaam langer zal doorgaan met de productie van progesteron. Na verloop van tijd neemt dan het endometrium de progesteronproductie over. Zonder die productie van hCG gaat het gele lichaam te gronde en sterft het door het door progesteron gevormde endometrium weer af op een gecontroleerde manier (apoptose). Bij mensen treedt dan menstruatie op, bij de meeste dieren wordt het weefsel weer opgenomen in het bloed.